# Aglaia parviflora
Aglaia parviflora là một loài thực vật]] thuộc họ Meliaceae. Loài này có ở Indonesia, Papua New Guinea, và quần đảo Solomon.